# Бобковська сільська рада
Бобко́вська сільська рада (рос. Бобковский сельский совет) — сільське поселення у складі Рубцовського району Алтайського краю Росії.
Адміністративний центр — село Бобково.

## Населення
Населення — 1328 осіб (2019; 1418 в 2010, 1421 у 2002).

## Склад
До складу сільської ради входять:
| Населений пункт        | Населення, осіб (2002) | Населення, осіб (2010) |
| ---------------------- | ---------------------- | ---------------------- |
| Бобково, село          | 893                    | 896                    |
| імені Калініна, селище | 144                    | 153                    |
| Катково, село          | 384                    | 369                    |